# Alvin und die Chipmunks: Road Chip
Alvin und die Chipmunks: Road Chip (Originaltitel Alvin and the Chipmunks: The Road Chip) ist eine US-amerikanische Filmkomödie von Walt Becker aus dem Jahr 2015. Der Film basiert auf der von Ross Bagdasarian erfundenen Musikgruppe Alvin und die Chipmunks und stellt den vierten Teil in der gleichnamigen Filmreihe dar. Wie auch bei den Vorgängern handelt es sich um eine Kombination aus Realfilm und Computeranimation. Die menschlichen Hauptrollen werden von Jason Lee, Tony Hale, Kimberly Williams-Paisley, Josh Green und Bella Thorne belegt.
In den Vereinigten Staaten kam der Film am 18. Dezember 2015 in die Kinos, in Deutschland am 28. Januar 2016.

## Handlung
David Seville verwahrt bei sich zuhause einen Verlobungsring, von dem die drei Chipmunks denken, er sei für Daves neue Freundin Samantha. Er ist jedoch für ein anderes Paar gedacht, dem Dave den Ring in Miami geben sollte. Die Chipmunks sind nun der Ansicht, dass Dave seiner Freundin Samantha in Miami einen Antrag machen will. Daher wollen Alvin, Simon und Theodore den beiden nach Miami folgen, um den vermeintlichen Antrag zu verhindern. Dafür verbünden sie sich mit Miles, dem Sohn von Samantha. Dieser hat eine Kreditkarte von seiner Mutter, das Geld reicht aber nur für ein einziges Ticket von Los Angeles nach Miami. Deshalb verstecken sich Simon und Theodore unter Miles’ Hemd und Alvin in seinem Rucksack. Nach einigen Schwierigkeiten bei der Gepäckkontrolle schaffen die vier es in das Flugzeug. Alvin und Simon verstecken sich nun im Handgepäck, während Theodore im Frachtraum bei den Käfigen ist. Alvin bekommt Hunger und fragt Miles, ob er etwas dabei hätte. Zum gleichen Zeitpunkt redet Theodore mit einem Affen, den er freilässt. Dieser lässt daraufhin alle Tiere im Frachtraum frei, welche einen Weg in die Kabine finden. Das Flugzeug muss deshalb eine Notlandung machen. Nach der Notlandung landen die vier im Büro von Agent Suggs, welcher die Chipmunks auf die No-fly-Liste setzt. Als Suggs den Raum kurz verlässt, nutzt die Truppe die Gelegenheit und flüchten mit einem Taxi. Das Geld reicht jedoch nicht bis Miami, sodass der Taxifahrer die vier an einem Saloon in Texas absetzt. Sie beschließen daraufhin, wohl oder übel zu laufen. Im Saloon treffen die Chipmunks auf Agent Suggs, Alvin duelliert sich mit ihm. Dieses Duell führt zu einer Riesenschlägerei im Saloon, aber die Truppe kann entkommen. Miles und die Chipmunks singen und musizieren auf der Straße, um Geld für Tickets zu verdienen
Am Louis Armstrong International Airport bekommen Miles und die Chipmunks Ärger von Dave und Samantha, da sie nicht auf die SMS und die Anrufe von Dave reagiert haben. Da die Chipmunks auf der No-Fly-Liste stehen, muss Dave sie fahren. In Miami angekommen erklärt Alvin, dass er den Ring aus dem Container gestohlen und somit den Heiratsantrag ruiniert hat. Nachdem die Chipmunks Miles, der fast von einem Auto angefahren wird, das Leben retten, verpflichten sie sich, den Ring wieder zurückzugeben.
Während des Abendessens werden die Chipmunks von Suggs eingeholt, können ihn jedoch in einem Aufzug einsperren und geben mitsamt Miles Dave und Samantha den Ring zurück. Als sie sagen, dass sie Samantha und Miles in die Familie aufnehmen wollen, enthüllt Dave jedoch, dass er eigentlich vorerst nicht die Absicht hatte, Samantha einen Heiratsantrag zu machen. Des Weiteren gehört der Ring Daves Freund Barry, der seiner Freundin Alice einen Heiratsantrag gemacht hat. Alice reagiert darauf wütend. Bei der Eröffnungsfeier retten die Chipmunks die Situation mit Hilfe der Chipettes, Alice und Miles durch das Vorsingen eines Liedes und können Barry den Ring zurückzugeben. Dieser macht Alie daraufhin einen erneuten Heiratsantrag, den sie annimmt.
Nach den Ereignissen kehrt Dave mitsamt der drei Chipmunks nach Los Angeles zurück und adoptiert sie. In einer Szene aus den Credits des Filmes schafft es Suggs, sich aus dem Aufzug zu befreien. Als er beschließt, sich am Pool des Hotels etwas zu entspannen, wird er von zwei Sicherheitsleuten aus dem Hotel getragen.

## Hintergrund
Im Juni 2013 kündigte 20th Century Fox einen vierten Alvin-und-die-Chipmunks-Film für den 11. Dezember 2015 an. Die Dreharbeiten liefen vom 16. März 2015 bis zum 20. Mai 2015. RedFoo, John Waters, Jennifer Coolidge, und Laura Marano haben Cameo-Auftritte im Film. Der Film hatte ein Budget von 90 Millionen US-Dollar. Er spielte weltweit rund 235 Millionen US-Dollar ein.
| Figur                | Darsteller                | Deutscher Sprecher |
| -------------------- | ------------------------- | ------------------ |
| David „Dave“ Seville | Jason Lee                 | Peter Flechtner    |
| Agent James Suggs    | Tony Hale                 | Gerrit Schmidt-Foß |
| Samantha             | Kimberly Williams-Paisley | Ulrike Stürzbecher |
| Miles                | Josh Green                | Sebastian Fitzner  |
| Ashley Grey          | Bella Thorne              | Anne Helm          |
| Barry                | Eddie Steeples            | —                  |
| Alice                | Maxie McClintock          | —                  |
| Party-Planer         | Retta                     | —                  |
| TSA-Offizierin       | Uzo Aduba                 | Victoria Sturm     |
| Taxifahrer           | Mark Jeffrey Miller       | Elmar Gutmann      |
| Sutter               | —                         | Harald Effenberg   |
| Party-DJ             | RedFoo                    | —                  |

| Figur            | Originalsprecher    | Deutscher Sprecher |
| ---------------- | ------------------- | ------------------ |
| Alvin Seville    | Justin Long         | Olaf Reichmann     |
| Simon Seville    | Matthew Gray Gubler | Marius Clarén      |
| Theodore Seville | Jesse McCartney     | Rainer Fritzsche   |
| Brittany         | Christina Applegate | Lina Rabea Mohr    |
| Jeanette         | Anna Faris          | Leonie Dubuc       |
| Eleanor          | Kaley Cuoco         | Sonja Spuhl        |

Titelliste des Soundtracks
1. Juicy Wiggle (Munk Remix) – Redfoo feat. The Chipmunks
2. Conga – The Chipmunks
3. Oh My Love – The Score
4. South Side – The Chipmunks
5. Iko Iko – The Chipmunks
6. Uptown Funk – The Chipmunks
7. Geronimo – Sheppard
8. Turn Down for What – The Chipmunks
9. Home – The Chipmunks and the Chipettes

## Rezeption
Der vierte Alvin-und-die-Chipmunks-Teil erhielt überwiegend schlechte Kritiken. Der US-amerikanische Aggregator Rotten Tomatoes ordnet den Film dementsprechend als „Gammelig“ ein und zieht das Fazit: „Obwohl Alvin und die Chipmunks – Road Chip zwar weitaus besser als die vorherigen Teile ist, sprechen wir noch lange keine Filmempfehlung dafür aus.“ Laut dessen Konkurrent Metacritic fallen die Bewertungen im Mittel „Grundsätzlich Ablehnend“ aus.

„Trotz eines grandiosen John-Waters-Kurzauftritts ist der vierte Chipmunks-Streich der neue kreative Tiefpunkt einer sowieso schon enttäuschenden Filmreihe.“

„Wie seine überdrehten Vorgänger ist auch Teil 4 ein lauter, bisweilen strapaziöser Mix aus Charthits und Situationskomik“

Des Weiteren wurde der Film für die folgenden Auszeichnungen berücksichtigt:
Goldene Himbeere 2016
- Schlechteste Nebendarstellerin (Kaley Cuoco)
- Nominiert für Schlechtester Nebendarsteller (Jason Lee)
- Nominiert für Schlechteste Neuverfilmung oder Fortsetzung

Nickelodeon Kids’ Choice Awards 2016
- Nominiert für Lieblings-Animationsfilm
- Nominiert für Lieblings-Stimme aus einem Animationsfilm (Justin Long)